# 세키쇼선
세키쇼선(일본어: 石勝線)은 홋카이도 여객철도의 철도 노선 가운데 하나이다. 일본 홋카이도 지토세시에 위치한 미나미치토세역과 가미카와 군 신토쿠정에 위치한 신토쿠역을 잇는 구간과, 유바리시에 위치한 신유바리역과 유바리역을 잇는 구간으로 구성된다.
원래는 오이와케에서 유바리까지를 잇는 유바리 선(일본어: 夕張線)이었으나 이후 새로 건설된 미나미치토세 ~ 오이와케 구간과 신유바리 ~ 가미오치아이 구간을 합쳐 현재의 이름이 되었으며, 이후로도 폐선이 된까지 신유바리 ~ 유바리 구간은 여전히 유바리 선이라는 통칭이 통용되었다.
노선 명칭은 이시카리국(石狩国)과 도카치국(十勝国)에서 유래하였다.

## 역사
1892년 유바리선이라는 이름으로 개통되었다. 1981년에는 노보리카와 지선이 폐선되었고, 2016년에는 히가시오이와케역과 도미사토역이 신호장으로 격하되었다. 2016년 8월 25일, JR 훗카이도는 유바리 지선이 폐선된다고 발표했으며, 2019년 4월 1일 폐선되었다.

## 운행 형태
삿포로역 ~ 오비히로역, 구시로역 구간을 잇는 특급 열차 슈퍼 오조라와 슈퍼 도카치가 키하283계 및 키하261계로 운행된다.
보통 열차는 지토세 선 지토세 역가 2~4시간 당 1개 키하40계로 운행된다. 다만 신유바리 ~ 신토쿠 구간은 보통 열차가 없기 때문에 이 구간만을 타는 경우, 특급 요금 없이 특급 열차의 자유석을 이용할 수 있다.

### 화물 열차
주로 오히비로 화물 및 구시로 화물과 삿포로, 오비히로와 혼슈를 잇는 화물 열차를 일본화물철도가 운행한다.

## 차량
- 키하261계(특급 열차)
- 키하283계(특급 열차)
- 키하40계(보통 열차)

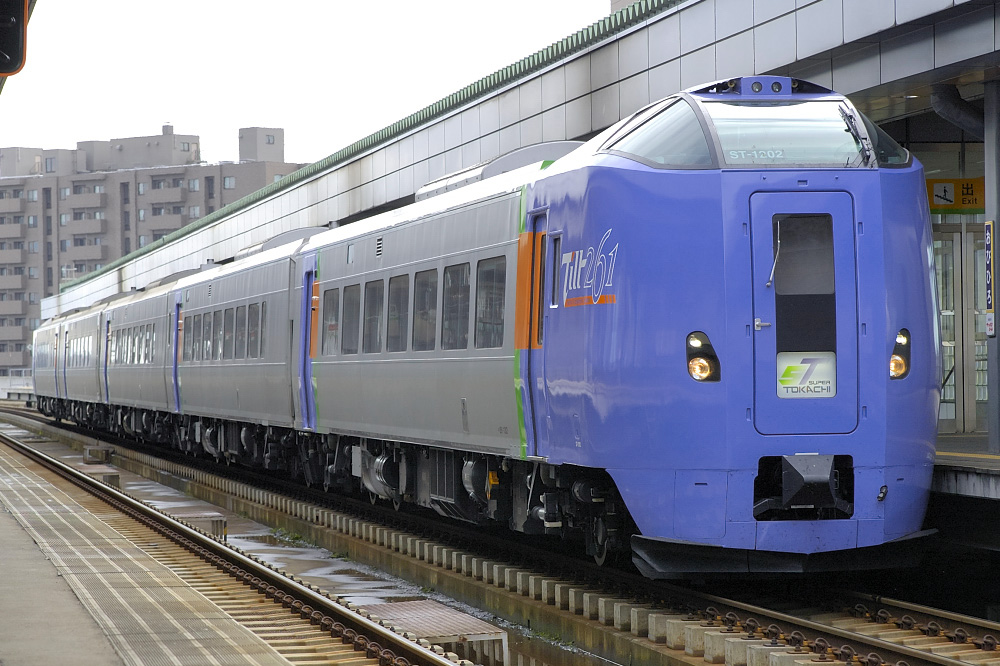
키하261계
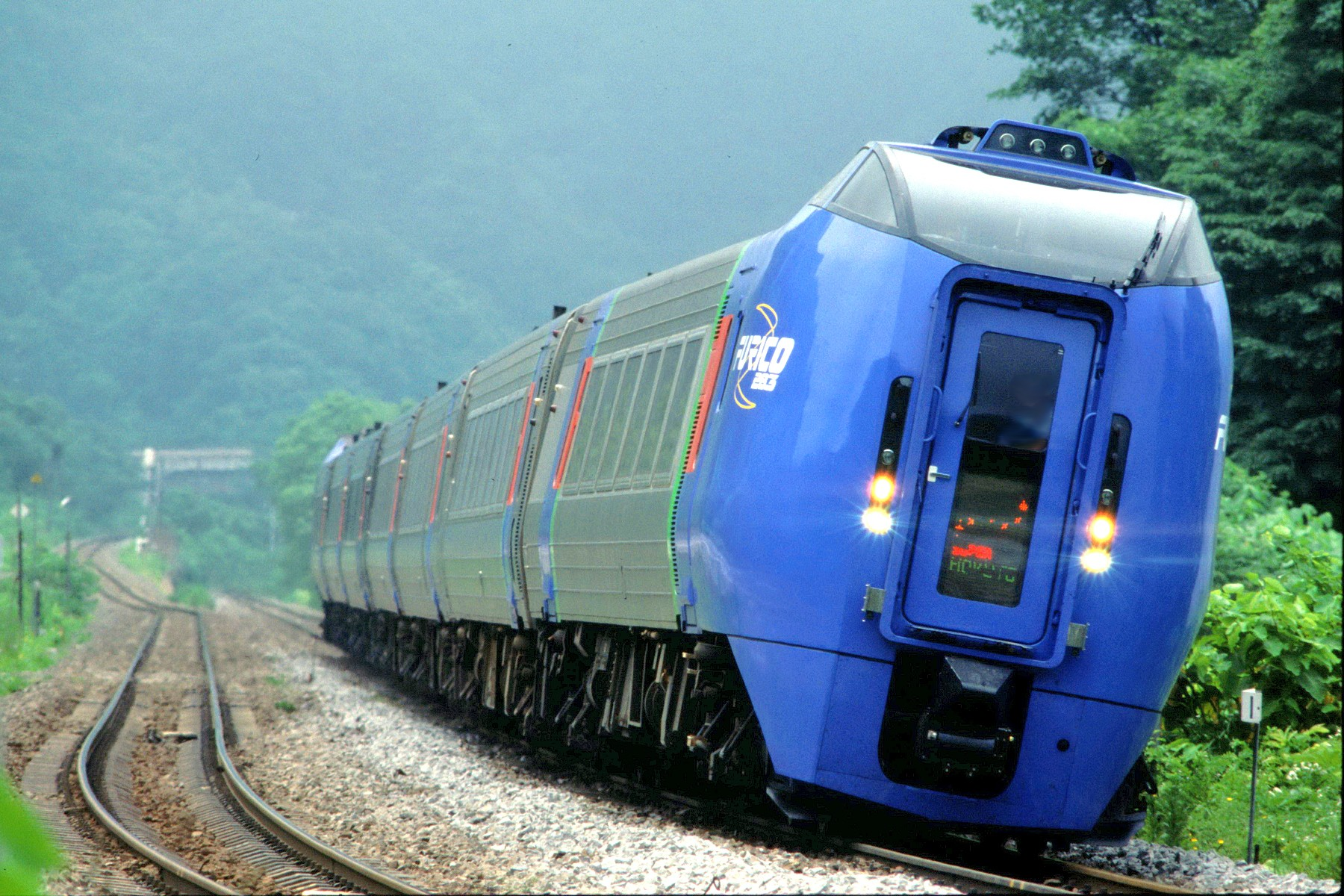
키하283계
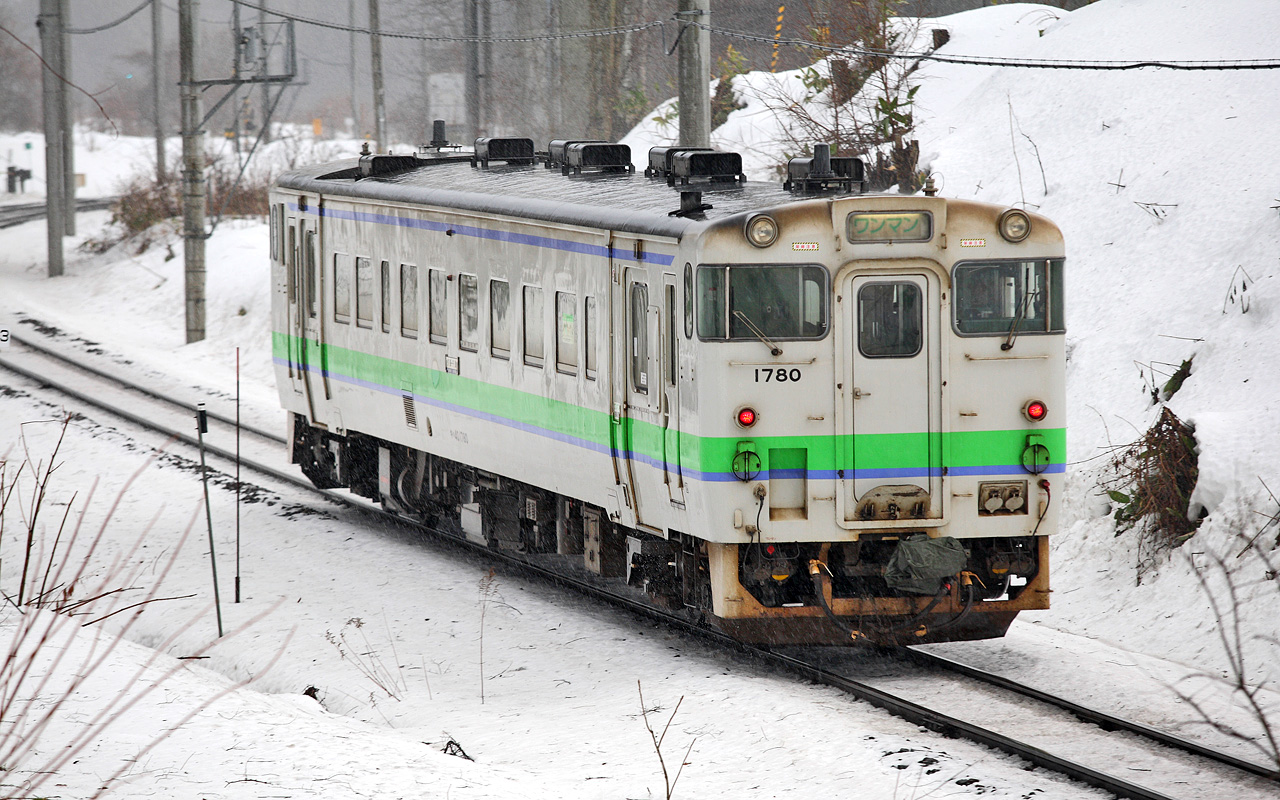
키하40계

## 역 목록

### 본선
| 역 번호 | 역 이름               | 일본어 이름    | 보통 열차   | 영업 거리 (km) | 접속 노선                | 소재지                   | 소재지                 | 소재지               |
| ------- | --------------------- | -------------- | ----------- | -------------- | ------------------------ | ------------------------ | ---------------------- | -------------------- |
| H 14    | 미나미치토세          | 南千歳         | ●           | 0.0            | 지토세 선                | 홋카이도                 | 지토세시               | 지토세시             |
|         | 고마사토 신호장       | 駒里信号場     | │           | 5.4            |                          | 홋카이도                 | 지토세시               | 지토세시             |
|         | 니시하야키타 신호장   | 西早来信号場   | │           | 11.7           | 유후쓰 군 아비라정       | 유후쓰 군 아비라정       |                        |                      |
| K 15    | 오이와케              | 追分           | ●           | 17.6           | 유후쓰 군 아비라정       | 유후쓰 군 아비라정       | 무로란 본선            |                      |
| K 16    | 히가시오이와케 신호장 | 東追分信号場   | │           | 21.6           | 유후쓰 군 아비라정       | 유후쓰 군 아비라정       |                        |                      |
| K 17    | 가와바타              | 川端           | ●           | 27.0           | 유바리 군                | 유니정                   |                        |                      |
|         | 다키노시타 신호장     | 滝ノ下信号場   | │           | 30.3           | 유바리 군                | 구리야마정               |                        |                      |
| K 18    | 다키노우에 신호장     | 滝ノ上信号場   | ●           | 35.8           | 유바리시                 | 유바리시                 |                        |                      |
| K 19    | 도미사토 신호장       | 十三里信号場   | │           | 40.2           | 유바리시                 | 유바리시                 |                        |                      |
| K 20    | 신유바리              | 新夕張         | ●           | 43.0           | 유바리시                 | 유바리시                 | 유바리 지선            |                      |
|         | 가에데 신호장         | 楓信号場       | 운 행 없 음 | 48.7           | 유바리시                 | 유바리시                 |                        |                      |
|         | 오사와 신호장         | オサワ信号場   | 운 행 없 음 | 55.7           | 유후쓰 군                | 무카와정                 |                        |                      |
|         | 히가시오사와 신호장   | 東オサワ信号場 | 운 행 없 음 | 59.6           | 유후쓰 군                | 무카와정                 |                        |                      |
|         | 세이후잔 신호장       | 清風山信号場   | 운 행 없 음 | 67.3           | 유후쓰 군                | 시무캇푸촌               |                        |                      |
|         | 오니토게 신호장       | 鬼峠信号場     | 운 행 없 음 | 72.5           | 유후쓰 군                | 시무캇푸촌               |                        |                      |
| K 21    | 시무캇푸              | 占冠           | 운 행 없 음 | 77.3           | 유후쓰 군                | 시무캇푸촌               |                        |                      |
|         | 히가시시무캇푸 신호장 | 東占冠信号場   | 운 행 없 음 | 81.3           | 유후쓰 군                | 시무캇푸촌               |                        |                      |
|         | 다키노사와 신호장     | 滝ノ沢信号場   | 운 행 없 음 | 85.7           | 유후쓰 군                | 시무캇푸촌               |                        |                      |
|         | 호로카 신호장         | ホロカ信号場   | 운 행 없 음 | 92.6           | 유후쓰 군                | 시무캇푸촌               |                        |                      |
| K 22    | 도마무                | トマム         | 운 행 없 음 | 98.6           | 유후쓰 군                | 시무캇푸촌               |                        |                      |
|         | 구시나이 신호장       | 串内信号場     | 운 행 없 음 | 104.2          | 소라치 군 미나미후라노정 | 소라치 군 미나미후라노정 |                        |                      |
|         | 가미오치아이 신호장   | 上落合信号場   | 운 행 없 음 | 108.3          | 소라치 군 미나미후라노정 | 소라치 군 미나미후라노정 | (네무로 본선과 중복됨) |                      |
|         | 신카리카치 신호장     | 新狩勝信号場   | 운 행 없 음 | 113.9          | 가미카와 군 신토쿠정     | 가미카와 군 신토쿠정     | 가미카와 군 신토쿠정   | 가미카와 군 신토쿠정 |
|         | 히로우치 신호장       | 広内信号場     | 운 행 없 음 | 120.1          | 가미카와 군 신토쿠정     | 가미카와 군 신토쿠정     | 가미카와 군 신토쿠정   | 가미카와 군 신토쿠정 |
|         | 니시신토쿠 신호장     | 西新得信号場   | 운 행 없 음 | 125.6          | 가미카와 군 신토쿠정     | 가미카와 군 신토쿠정     | 가미카와 군 신토쿠정   | 가미카와 군 신토쿠정 |
| K 23    | 신토쿠                | 新得           | 운 행 없 음 | 132.4          | 가미카와 군 신토쿠정     | 가미카와 군 신토쿠정     | 가미카와 군 신토쿠정   | 가미카와 군 신토쿠정 |

### 유바리 지선 (폐선)
| 역 번호 | 역 이름          | 일본어 이름 | 영업 거리 (km) | 접속 노선 | 소재지             |
| ------- | ---------------- | ----------- | -------------- | --------- | ------------------ |
| K 20    | 신유바리         | 新夕張      | 0.0            | 본선      | 홋카이도 유바리 시 |
| Y 21    | 누마노사와       | 沼ノ沢      | 2.7            |           | 홋카이도 유바리 시 |
| Y 22    | 미나미시미즈사와 | 南清水沢    | 6.7            |           | 홋카이도 유바리 시 |
| Y 23    | 시미즈사와       | 清水沢      | 8.2            |           | 홋카이도 유바리 시 |
| Y 24    | 시카노타니       | 鹿ノ谷      | 14.8           |           | 홋카이도 유바리 시 |
| Y 25    | 유바리           | 夕張        | 16.1           |           | 홋카이도 유바리 시 |